# Gabby Gabreski
Francis Stanley Gabreski „Gabby“ (28. ledna 1919 Oil City, Pensylvánie – 31. ledna 2002 Huntington, stát New York) byl předním americkým leteckým esem nasazeným během druhé světové války do bojů v Evropě s 28 sestřely, leteckým esem korejské války s 6,5 sestřely a významným důstojníkem Letectva Spojených států, v jehož řadách odsloužil celkem 26 let.
Před válkou se začal zajímat o létání, ale málem nezískal pilotní licenci, protože dle svých instruktorů neměl pro létání vůbec žádný cit a praktickou zkouškou prošel až na poslední pokus.
Po absolvování leteckého výcviku v roce březnu 1941 byl přidělen k 45. stíhací peruti, 15. stíhací skupiny na Hawaii. Zde prodělal svůj bojový křest při útoku na Pearl Harbour, kdy se mu společně podařilo s několika piloty vzlétnout po hlavním útoku, ale nepřítel již unikl.
Jelikož byl původem Polák a doslechl se o polských perutích bojujících RAF a chtěl nabrat bojové zkušenosti, požádal svého velícího důstojníka o přeřazení. Bylo mu vyhověno a bojoval od ledna 1943 v řadách 315. polské stíhací perutě (polsky 315 Dywizjon Myśliwski "Dębliński") na strojích Supermarine Spitfire, kde nezaznamenal žádný sestřel. 27. února 1943 byl přeřazen k 56. stíhací skupině (56th Fighter Group), létajíc na strojích Republic P-47 Thunderbolt pak dosáhl nad Francií a Německem 28 potvrzených sestřelů, největšího počtu vzdušných vítězství ze všech amerických letců v Evropě. Během korejské války pak dosáhl úspěchů na proudových strojích North American F-86 Sabre u 51. přepadového stíhacího křídla (51st Fighter-Interceptor Wing). Za celou svou bojovou kariéru dosáhl 34½ sestřelených nepřátelských letadel, navíc se mu jako jednomu z pouhých sedmi amerických pilotů povedlo dosáhnout statusu leteckého esa ve dvou různých válečných konfliktech. Během své kariéry velel dvěma stíhacím letkám, v dočasném měřítku pak velel šesti uskupením typu „křídlo“ a „skupina“. Celkem tedy působil 11 let jakožto velitel jednotky, 15 let jako bojový pilot.
Po ukončení kariéry u letectva působil jako prezident železniční společnosti Long Island Rail Road vlastněné státem New York. Snažil se zlepšit servis pro cestující a celkovou finanční situaci společnosti, po dvou a půl letech však po nátlaku odstoupil a odešel do penze.
Zemřel na infarkt v Huntingtonské nemocnici. 6. února byl pohřben se všemi vojenskými poctami na Calvertonském národním hřbitově včetně přeletu F-15E Eagle ze 4. stíhacího křídla.

## Tabulka sestřelů
- Zdroje údajů: Air Force Historical Study 85: USAF Credits for the Destruction of Enemy Aircraft, World War II a Air Force Historical Study 81: USAF Credits for the Destruction of Enemy Aircraft, Korean War, Freeman 1993, str. 272–273.
- Vysvětlivka: FS – Stíhací peruť; FG – Stíhací skupina; FIS – Přepadová stíhací peruť; FIG – Přepadová stíhací skupina; FIW – Přepadové stíhací křídlo; FIG; Hq – velitelství

| Datum             | #   | Protivník | Místo               | Gabreskiho letoun | Jednotka     |
| ----------------- | --- | --------- | ------------------- | ----------------- | ------------ |
| 24. srpen 1943    | 1   | Fw 190    | Dreux, Francie      | P-47D             | 61 FS, 56 FG |
| 3. září 1943      | 1   | Fw 190    | St-Germain, Francie | P-47D             | 61 FS, 56 FG |
| 11. listopad 1943 | 1   | Fw 190    | Rheine, Německo     | P-47D             | 61 FS, 56 FG |
| November 26, 1943 | 2   | Me 110    | Oldenburg, Německo  | P-47D             | 61 FS, 56 FG |
| 29. listopad 1943 | 2   | Me 109    | Brémy, Německo      | P-47D             | 61 FS, 56 FG |
| 11. prosinec 1943 | 1   | Me 110    | Emden, Německo      | P-47D             | 61 FS, 56 FG |
| 29. leden 1944    | 1   | Me 110    | Emden, Německo      | P-47D             | 56 FG Hq     |
| 30. leden 1944    | 1   | Me 410    | Lingen, Německo     | P-47D             | 56 FG Hq     |
| 30. leden 1944    | 1   | Me 109    | Lingen, Německo     | P-47D             | 56 FG Hq     |
| 20. únor 1944     | 2   | Me 410    | Koblenz, Německo    | P-47D             | 56 FG Hq     |
| 22. únor 1944     | 1   | Fw 190    | Paderborn, Německo  | P-47D             | 56 FG Hq     |
| 16. března 1944   | 2   | Fw 190    | Nancy, Francie      | P-47D             | 56 FG Hq     |
| 27. březen 1944   | 2   | Me 109    | Nantes, Francie     | P-47D             | 56 FG Hq     |
| 8. květen 1944    | 1   | Me 109    | Celle, Germany      | P-47D             | 61 FS, 56 FG |
| 22. května 1944   | 3   | Fw 190    | Höperhöfen, Německo | P-47D             | 61 FS, 56 FG |
| 7. červen 1944    | 1   | Me 109    | Dreux, Francie      | P-47D             | 61 FS, 56 FG |
| 7. červen 1944    | 1   | Fw 190    | Dreux, Francie      | P-47D             | 61 FS, 56 FG |
| 12. červen 1944   | 2   | Me 109    | Évreux, Francie     | P-47D             | 61 FS, 56 FG |
| 27. červen 1944   | 1   | Me 109    | Connantre, Francie  | P-47D             | 61 FS, 56 FG |
| 5. červenec 1944  | 1   | Me 109    | Évreux, Francie     | P-47D             | 61 FS, 56 FG |
| 5. červenec 1951  | 1   | MiG 15    | Severní Korea       | F-86A             | 4 FIG        |
| 2. září 1951      | 1   | MiG 15    | Severní Korea       | F-86A             | 4 FIG        |
| 2. říjen 1951     | 1   | MiG 15    | Severní Korea       | F-86A             | 4 FIG        |
| 11. leden 1952    | 1   | MiG 15    | Tan-tung, Čína ?    | F-86E             | 51 FIW       |
| 20. únor 1952     | 0.5 | Mig 15    | Severní Korea       | F-86E             | 51 FIW       |
| 1. duben 1952     | 1   | MiG 15    | Severní Korea       | F-86E             | 51 FIW       |
| 13. duben 1952    | 1   | MiG 15    | Severní Korea       | F-86E             | 51 FIW       |